# Hatsuzuki
Lo Hatsuzuki (初月? lett. "Luna nuova") è stato un cacciatorpediniere della Marina imperiale giapponese, quarta unità della classe Akizuki. Fu varato nell'aprile 1942 dall'arsenale di Maizuru.
Appartenente alla 61ª Divisione, per tutto il 1943 fu impegnato in compiti di scorta a portaerei, incrociatori e naviglio ausiliario tra le basi di Rabaul, Truk e le isole metropolitane; all'inizio del 1944 soccorse la nave sorella Suzutsuki, gravemente colpita da un sommergibile, e poi contribuì a proteggere l'evacuazione di Truk. Partecipò alla battaglia del Mare delle Filippine (19-20 giugno) contribuendo in particolare agli sbarramenti contraerei e, poi, al salvataggio dei naufraghi delle portaerei Shokaku e Taiho. Rientrato in Giappone e potenziata la contraerea, fu schierato per la battaglia del Golfo di Leyte (23-25 ottobre) a fianco delle ultime portaerei, distrutte una dopo l'altra dai gruppi imbarcati statunitensi. Mentre era impegnato a trarre in salvo gli equipaggi con altre navi, fu sorpreso da una squadra statunitense e combatté in solitaria contro una ventina di unità nemiche, coprendo la ritirata dei vascelli amici: fu affondato con quasi tutto l'equipaggio.

## Servizio operativo

### Costruzione
Il cacciatorpediniere Hatsuzuki fu ordinato nell'anno fiscale edito dal governo giapponese nel 1939. La sua chiglia fu impostata nel cantiere navale dell'arsenale di Maizuru il 25 luglio 1941 e il varo avvenne il 3 aprile 1942; fu completato il 29 dicembre dello stesso anno. Il comando fu affidato al capitano di fregata Shōichi Taguchi e il 15 gennaio 1943 l'unità fu assegnata alla 61ª Divisione cacciatorpediniere, dipendente dalla 10ª Squadriglia a sua volta inquadrata nella 3ª Flotta – la componente aeronavale della Flotta Combinata. La divisione comprendeva già il gemello Akizuki e integrò lo stesso giorno l'ammiraglia Suzutsuki.

### 1943
Poiché l'Akizuki era fuori combattimento a causa dell'attacco di un sommergibile, l'Hatsuzuki si esercitò con il solo Suzutsuki; in un momento imprecisato i due cacciatorpediniere si spostarono a Saeki e ne partirono il 22 marzo con il Kagero, lo Yugure e le portaerei Junyo e Hiyo alla volta di Truk, importante base d'oltremare. Raggiunta il 27, l'Hatsuzuki e il gregario caricarono materiali da costruzione e salparono il 29 per recarli alla piazzaforte di Rabaul più a sud, quindi il 6 aprile tornarono all'atollo; le due unità lasciarono Truk il 17 maggio al seguito di una parte della flotta da battaglia, richiamata a Yokosuka per organizzare una controffensiva nel settore della remota isola di Attu, sulla quale era sbarcata una divisione statunitense. La città fu toccata il 22 ma, siccome la guarnigione giapponese fu annientata il 29, ogni piano di sortita fu annullato: l'Hatsuzuki e il Suzutsuki trascorsero giugno impegnati in varie esercitazioni, poi tra il 10 e il 15 luglio rientrarono a Truk assieme alla 3ª Flotta. Il 19 furono aggregati agli incrociatori Mogami, Agano, Oyodo e alla portaidrovolanti Nisshin in un'importante missione di trasporto truppe a Rabaul, dove si fermarono il 21; il giorno dopo l'Hatsuzuki seguì una spedizione navale, capeggiata dal gemello, verso l'isola di Buka, dove furono fatti scendere reparti di fanteria, dopodiché la menomata 61ª Divisione riaccompagnò gli incrociatori a Truk prima della fine del mese. L'Hatsuzuki e il Suzutsuki salparono poco dopo in direzione delle isole Palau per prendere in consegna un convoglio di petroliere, di cui protessero il viaggio inverso tra il 30 luglio e il 3 agosto; tra l'8 e il 10, invece, scortarono gli incrociatori pesanti Myoko e Haguro impegnati in un trasferimento di truppe a Rabaul. Riguadagnata Truk, il 27 agosto furono assegnati alla difesa dell'incrociatore leggero Kashima nell'andata e ritorno dall'atollo di Kwajalein.
A metà settembre la Quinta Flotta statunitense effettuò una serie di incursioni aeronavali nel Pacifico centrale e, da Truk, la flotta da battaglia nipponica si preparò a intervenire; il 18 l'Hatsuzuki e il gregario salparono al seguito delle altre unità, ma arrivati nell'area dell'atollo di Eniwetok i giapponesi constatarono il ripiegamento dell'avversario e, il 25, erano di nuovo in rada. Un mese più tardi un'altra sortita in massa verso Eniwetok fu ripetuta dalla 2ª e 3ª Flotta, sulla scorta di informazioni di intelligence, per anticipare gli statunitensi e agganciarli in battaglia: tuttavia non si palesò alcuna formazione americana e tutte le navi, compresa la 61ª Divisione, tornarono a Truk per il 26 ottobre. Tra il 12 e il 15 l'Hatsuzuki si coordinò con il gemello nelle operazioni di soccorso all'incrociatore leggero Agano, duramente colpito da un sommergibile al largo dell'atollo. Il 24 novembre i due cacciatorpediniere fecero parte di una squadra d'intervento inviata in direzione delle isole Marshall per scendere poi sulle isole Gilbert, investite dalla Quinta Flotta statunitense e da due divisioni: l'uscita in mare, però, fu tardiva e il 5 dicembre l'Hatsuzuki e le altre navi erano già ritornate alla base. Intanto l'Akizuki era stato rimesso in efficienza, ma non fece in tempo a riunirsi ai gregari che, il 7, salparono alla volta di Kure di scorta alla portaerei Zuikaku e all'incrociatore pesante Chikuma: arrivati a destinazione cinque giorni dopo, l'ammiraglia accolse il nuovo comandante della divisione, capitano di vascello Mitsuyoshi Tomari. Trattenutisi una decina di giorni nelle acque metropolitane, il 24 dicembre l'Hatsuzuki e il gemello partirono da Unajima al fianco dell'incrociatore ausiliario/trasporto Akagi Maru, carico di truppe per l'isola di Wake.

### 1944 e l'affondamento

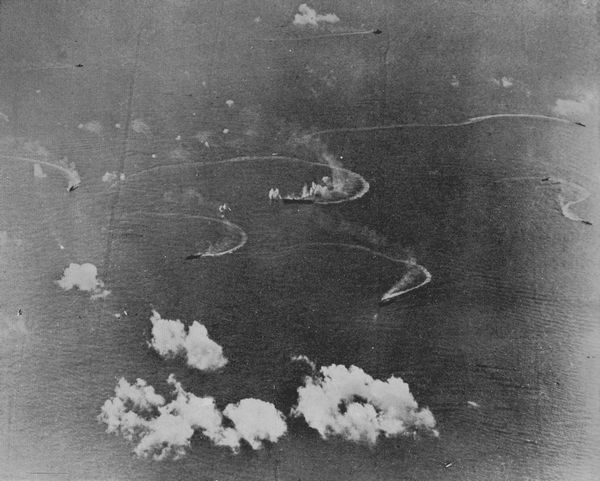
La Zuikaku, al centro, sotto attacco durante la battaglia del Mare delle Filippine; tra i cacciatorpediniere che la proteggono, lHatsuzuki

La traversata fu tranquilla e la discesa delle truppe a Wake non incontrò ostacoli; le tre unità fecero ritorno senza incidenti a Kure il 9 gennaio 1944. La 61ª Divisione (sempre senza l'Akizuki) e l'Akagi Maru ripartirono il 15 gennaio da Unajima sempre con destinazione Wake ma, questa volta, incapparono nell'agguato del sommergibile USS Sturgeon, i cui siluri devastarono il Suzutsuki. Menomato della prua e della poppa, con il comandante e il capitano Tomari uccisi, fu rimorchiato a Kure dall'Hatsuzuki che, subito dopo, scortò l'incrociatore ausiliario a Yokosuka: il 21 gennaio la missione fu annullata. Nei giorni successivi fu proprio l'Hatsuzuki a divenire nave ammiraglia della divisione e, pertanto, imbarcò il capitano di vascello Shigetaka Amano con lo stato maggiore. Si spostò a Kure e il 6 febbraio salpò con il Wakatsuki (da poco entrato nella divisione) e altre unità di scorta alle portaerei Shokaku e Zuikaku, dirette alla città di Singapore; si diresse quindi alla rada protetta delle isole Lingga, nuova base d'oltremare per parte della flotta da battaglia: in ogni caso, tra il 15 marzo e il 4 aprile, fu occupato a tornare in Giappone per assumere la difesa ravvicinata della nuova portaerei Taiho e guidarla sino alle Lingga. Il mese successivo espletò uguale missione di scorta, assieme ad altri cacciatorpediniere, per accompagnare all'ancoraggio di Tawi Tawi uno scaglione della 1ª Flotta mobile – comando superiore che riuniva la 2ª e la 3ª Flotta. Finalmente riunitosi all'Akizuki, nelle settimane successive espletarono compiti di vigilanza e difesa del traffico navale da e per la base. L'11 giugno le due squadre iniziarono i preparativi per partire alla volta delle isole Marianne, ove erano imminenti operazioni anfibie statunitensi: l'Hatsuzuki seguì tutte le altre navi all'isola di Guimaras, da dove la Flotta mobile proseguì per il Mar delle Filippine. Nel corso della battaglia del 19-20 giugno la 61ª Divisione fu inserita nell'anello difensivo per la 1ª Divisione portaerei (Taiho, Shokaku, Zuikaku), peraltro senza riuscire a proteggerle convenientemente: la Shokaku e la Taiho, infatti, caddero vittima di due sommergibili. L'Hatsuzuki e i gregari sganciarono bombe di profondità senza successo e, nel primo pomeriggio, aiutarono a salvare gli equipaggi delle portaerei in affondamento. Perduta la battaglia, l'Hatsuzuki condusse la divisione al seguito della flotta fino all'isola di Okinawa e, infine, nella baia di Hashirajima (raggiunta il 24 giugno). Fino ai primi giorni di ottobre fu di stanza a Kure, impegnato in addestramenti ed esercitazioni combinate e oggetto di periodica manutenzione; l'unico evento rilevante fu la nomina a comandante, il 1º agosto, del capitano di fregata Kanematsu Hashimoto al posto di Taguchi.

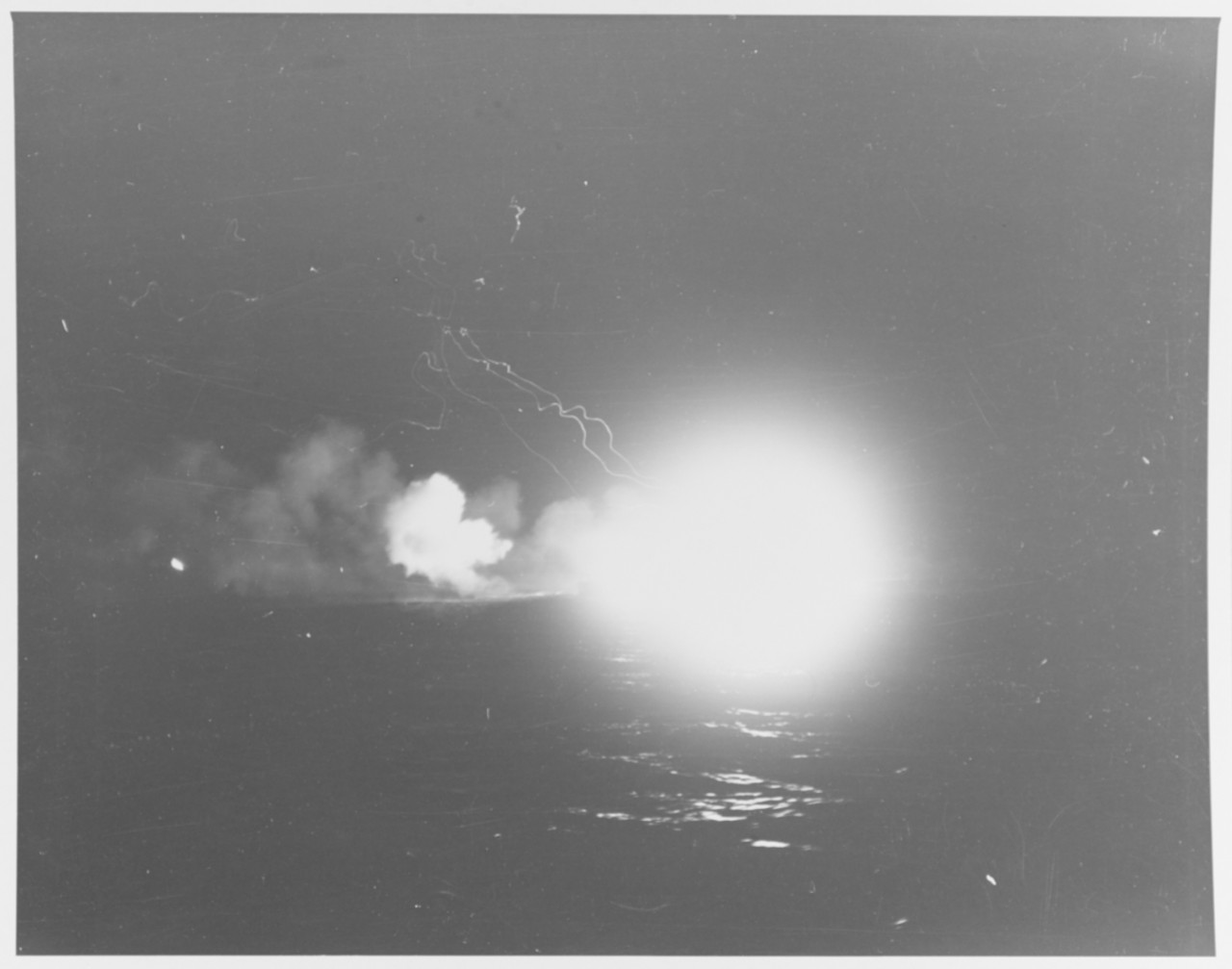
L'ultima battaglia dell'Hatsuzuki: incrociatori statunitensi sparano con tutti i pezzi contro il cacciatorpediniere, la sera del 25 ottobre. La foto fu scattata da bordo dell'incrociatore pesante Wichita

In questo periodo l'Hatsuzuki rimpiazzò il direttore del tiro Type 94 poppiero con una quinta installazione tripla di Type 96 da 25 mm e, sul ponte di coperta, comparvero ventiquattro altri cannoni automatici, tutti su affusto singolo. L'equipaggiamento elettronico si arricchì di un radar Type 13 per la scoperta aerea, assicurato all'albero tripode di poppavia; infine la scorta di bombe di profondità crebbe a settantadue, sebbene l'incremento potesse già essere occorso in precedenza. Da poco passata dalla 10ª Squadriglia alla 31ª Squadriglia di scorta, nel corso di ottobre la 61ª Divisione fu informata che la squadra portaerei avrebbe partecipato alla complessa operazione Shō-Gō 1 nel settore delle Filippine: la flotta, calando dalle acque metropolitane, doveva attirare lontano dal Golfo di Leyte la Terza Flotta statunitense e liberare il passo alla squadra di corazzate e incrociatori pesanti del viceammiraglio Takeo Kurita, che avrebbe fatto strage dell'apparato anfibio del nemico. Il pomeriggio del 20 ottobre, subito dopo gli sbarchi americani a Leyte, la 3ª Flotta salpò dal canale di Bungo; il comandante, viceammiraglio Jisaburō Ozawa, si collocò a nord-est di Luzon e fu localizzato da ricognitori statunitensi solo il 24 ottobre, dopo aver spinto avanti la 61ª Divisione e la 4ª Divisione portaerei (in realtà formata dalle corazzate ibride Ise e Hyuga). Il giorno successivo le navi giapponesi furono attaccate dal mattino presto dai gruppi imbarcati statunitensi che, in particolare, si accanirono sulle portaerei; la Chitose fu colata a picco quasi subito, seguita dalla Zuikaku e dalla Zuiho, mentre la Chiyoda fu ridotta a un relitto devastato. L'Hatsuzuki e i gregari combatterono vigorosamente contro le ondate aeree, senza tuttavia riuscire a sviare i troppo numerosi apparecchi, e l'Akizuki saltò in aria. Nel frattempo, all'inizio del pomeriggio, l'ammiraglio William Halsey aveva distaccato una formazione al comando del contrammiraglio Laurence DuBose (incrociatori pesanti USS New Orleans, USS Wichita, leggeri USS Santa Fe, USS Mobile e dodici cacciatorpediniere) per dare il colpo di grazia alle navi di Ozawa, sparpagliate e divise: DuBose raggiunse la Chiyoda in rovina verso le 16:30 e l'affondò a cannonate con tutto l'equipaggio, quindi proseguì verso nord con i cacciatorpediniere in testa. Sorprese così, poco prima delle 19;00, tre navi: l'Hatsuzuki, il Wakatsuki e il più piccolo Kuwa erano impegnati a recuperare i molti naufraghi della Zuikaku e della Zuiho; l'ammiraglia della 61ª aveva appena messo in mare una lancia con otto marinai. Le prime salve, dirette dal radar, inflissero danni all'Hatsuzuki e causarono un certo scompiglio. I capitani Amano e Hashimoto ordinarono la ritirata il più in fretta possibile, ma l'Hatsuzuki in fiamme poteva sviluppare al massimo 20 nodi e fu presto lasciato indietro dal Wakatsuki e dal Kuwa; Hashimoto effettuò dunque un lancio di siluri per tenere a bada le navi nemiche in arrivo, che furono costrette a manovre evasive e rallentarono, ma colpi caduti nelle vicinanze provocarono altri malfunzionamenti alle macchine e la velocità massima dell'Hatsuzuki calò a 17 nodi. DuBose riuscì a rimontarlo e alle 19:15 mandò avanti i cacciatorpediniere USS Clarence K. Bronson, USS Cotten e USS Patterson per un attacco silurante: eseguito alle 20:12, nessun ordigno colpì l'Hatsuzuki che, comunque, dovette schivarli e perse così quel poco di velocità e di distanza che era riuscito ad accumulare. Reso ben visibile da proietti illuminanti, l'Hatsuzuki fu investito da una pioggia di granate da 203 mm e 152 mm, sparate da appena tre miglia. Scosso dalle esplosioni, affondò alle 20:56 con tutto l'equipaggio a est-nord-est di Capo Engaño (20°24′N 126°20′E). Gli unici superstiti furono gli uomini della lancia, che salvarono diciassette naufraghi della Zuikaku. Questo gruppo riuscì a raggiungere, dopo tre settimane di dura navigazione, le coste meridionali della colonia giapponese di Taiwan.
Il 10 dicembre 1944 l'Hatsuzuki fu cancellato dai ruoli della Marina imperiale.